# U.F.O. (phim 1993)
U.F.O. là một phim giễu cợt lấy bối cảnh khoa học viễn tưởng của Anh năm 1993 do Tony Dow làm đạo diễn và Roy Chubby Brown đóng vai chính trong vai diễn viên phim hài xanh có hành động xúc phạm hai sinh vật nữ ngoài hành tinh, khiến họ nổi giận bèn bắt cóc anh ta và đưa lên phi thuyền xét xử hành vi tục tĩu này.

## Cốt truyện
Diễn viên tấu hài nổi tiếng Roy Chubby Brown đóng vai chính trong bộ phim giễu cợt khoa học viễn tưởng mang tính khiếm nhã này. Chubby đang biểu diễn vào một đêm ở cuối Bến tàu Blackpool thì đột nhiên bị được đưa lên một con tàu vũ trụ của người ngoài hành tinh theo khuynh hướng nữ quyền. Họ bèn lôi thủ phạm ra xét xử vì tội ác chống lại phụ nữ và nhanh chóng kết tội anh ta, thế nhưng kẻ kỳ thị nữ giới này chẳng tỏ vẻ gì là ăn năn cả liền bị người ngoài hành tinh kết án mang thai hàng năm trong suốt ba mươi năm tiếp theo.

## Diễn viên
- Roy Chubby Brown — Chính mình
- Sara Stockbridge — Zoe
- Roger Lloyd-Pack — Solo
- Amanda Symonds  — Ava
- Shirley Anne Field — Thẩm phán
- Kenny Baker — Casanova
- Kiran Shah — Thành Cát Tư Hãn
- Rusty Goffe — Vua Henry VIII
- Antony Georghiou  — Bá tước Dracula
- Ben Aris — Tiến sĩ Richard Head
- Paul Barber — The Doctor (lồng tiếng)

## Đón nhận
Bộ phim này bị giới phê bình đánh giá tệ hại, tờ Empire gọi đây là "một chương trình tấu hài, cho phép nam diễn viên hài kể những câu chuyện cười phân biệt giới tính của mình với một chủng tộc ngoài hành tinh, rồi họ buộc tội anh ta là kẻ kỳ thị nữ giới" và chấm cho phim này 1/5 điểm.